# 3H
3H（さんエイチ）または3H作業（さんエイチさぎょう）とは、人間が作業を行う際、ミスや失敗を起こしやすい状況を簡潔にまとめた標語。以下の三種の作業または状況のことを指す。
- 初めて（はじめて、Hajimete） - 初めてやる作業
- 変更 （へんこう、Henkou）- 手順や方法が変更された作業
- 久しぶり （ひさしぶり、Hisashiburi） - 久しぶりに行う作業

これらの作業においては、普段に比べ特にミスや失敗が発生しやすく、そこから事故や怪我といった災害につながることも多い。
そのため3Hにあたる作業を行う際は、十分注意して取り掛かる必要がある。